# Bono publico
Schodiště Bono publico, svým názvem odkazující na „veřejné dobro“, propojuje Velké náměstí na vyvýšeném historickém centru Hradce Králové s níže položenou třídou Komenského. Vystavěno bylo na místě původní Rybářské fortny, která stejně jako pozdější schodiště vyúsťovala na náměstí mezi biskupskou rezidencí a domem U Špuláků. Důvodem jeho zbudování byl snazší přístup z vlastního města k tehdejším kasárnám královéhradecké pevnosti.

## Historie a popis

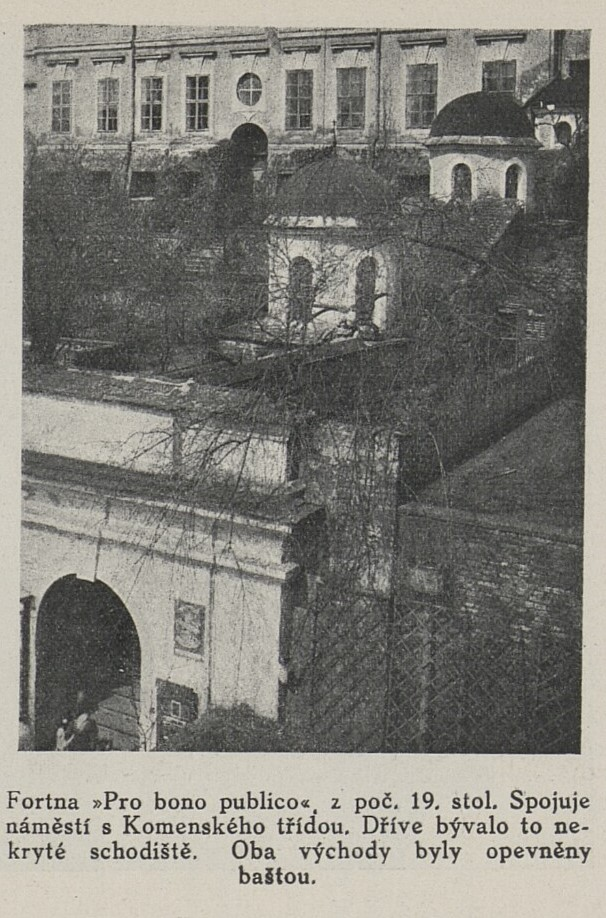
Schodiště Bono publico, foto 1922

Vznik zděného schodiště není doposud spolehlivě určen, je pouze známo, že jej původně kryla jen jednoduchá dřevěná střecha. Po přestavbě z let 1809 a 1810, kterou provedl vojenský inženýr Josef von Lauer, se členilo na čtyři ramena, zaklenutá valenou klenbou, a tři odpočívadla, která byla osvětlována z bočních stěn. 
Definitivní podobu mu ale dala až další empírová přestavba v roce 1839, bylo poněkud zkráceno a z obou stran opatřeno portály. Severní je bosovaný, jižní zdoben pilastry, římsou a nízkým štítem. Užitná funkce schodiště byla zvýšena zbudováním tří tamburů nad odpočívadly, které zajišťují lepší osvětlení dubových schodů denním světlem. 
Architektonicky je schodiště hodnoceno jako „vysoce kultivovaný projev, tvořící pozoruhodnou rovnováhu mezi estetickým pojetím a užitkovou funkcí“. Dne 14. ledna 1964 bylo zapsáno do seznamu kulturních památek, kromě toho je součástí městské památkové rezervace. V letech 2017 až 2019 proběhla rozsáhlá rekonstrukce. Při rekonstrukci bylo doplněno na schodiště nové řízené osvětlení a decentní hudební ozvučení, které lze ovládat z obou vstupních portálů. Díky rekonstrukci a zatraktivnění se zvětšila využívanost dříve zanedbaného schodiště.
Souběžné, tzv. Gočárovo schodiště je projekt architekta Josefa Gočára. To, jak se mu podařilo sloučit historickou a moderní architekturu obou schodišť a okolní architektury, zajistilo Gočárovi významný podíl na modernizaci města.

## Fotogalerie

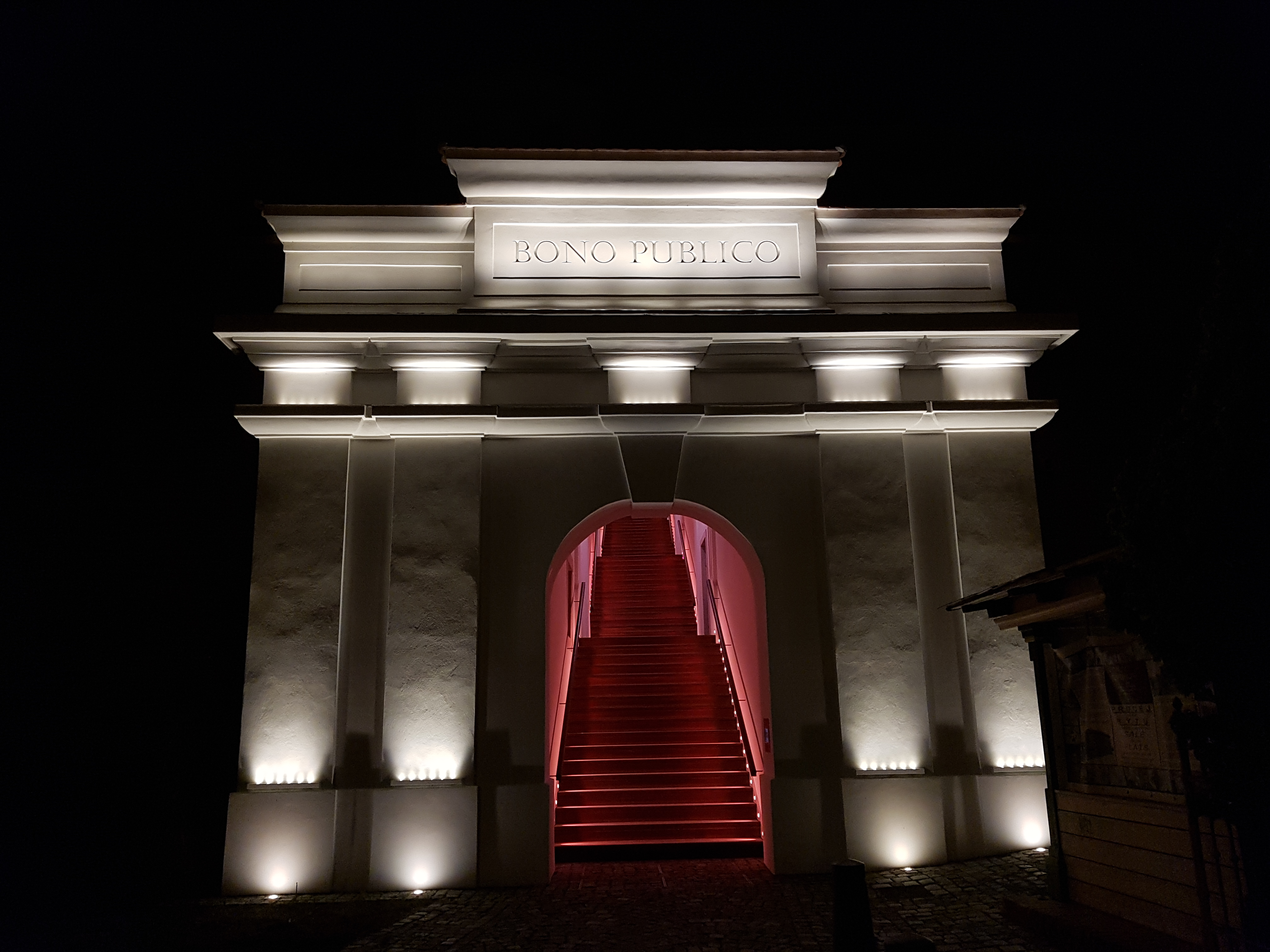
Osvětlený dolní vstup
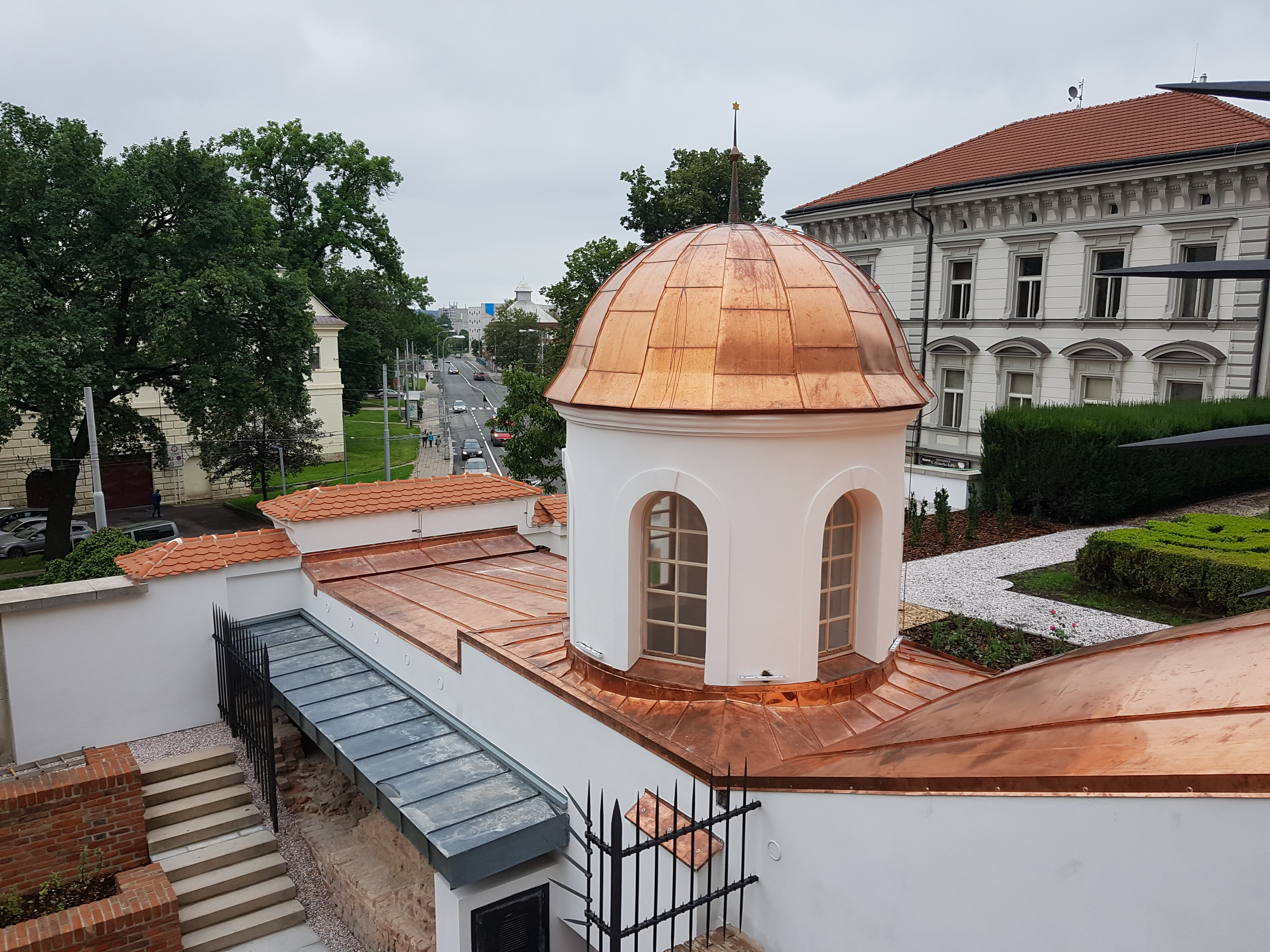
Pohled na Bono publico z teras Karla Otčenáška
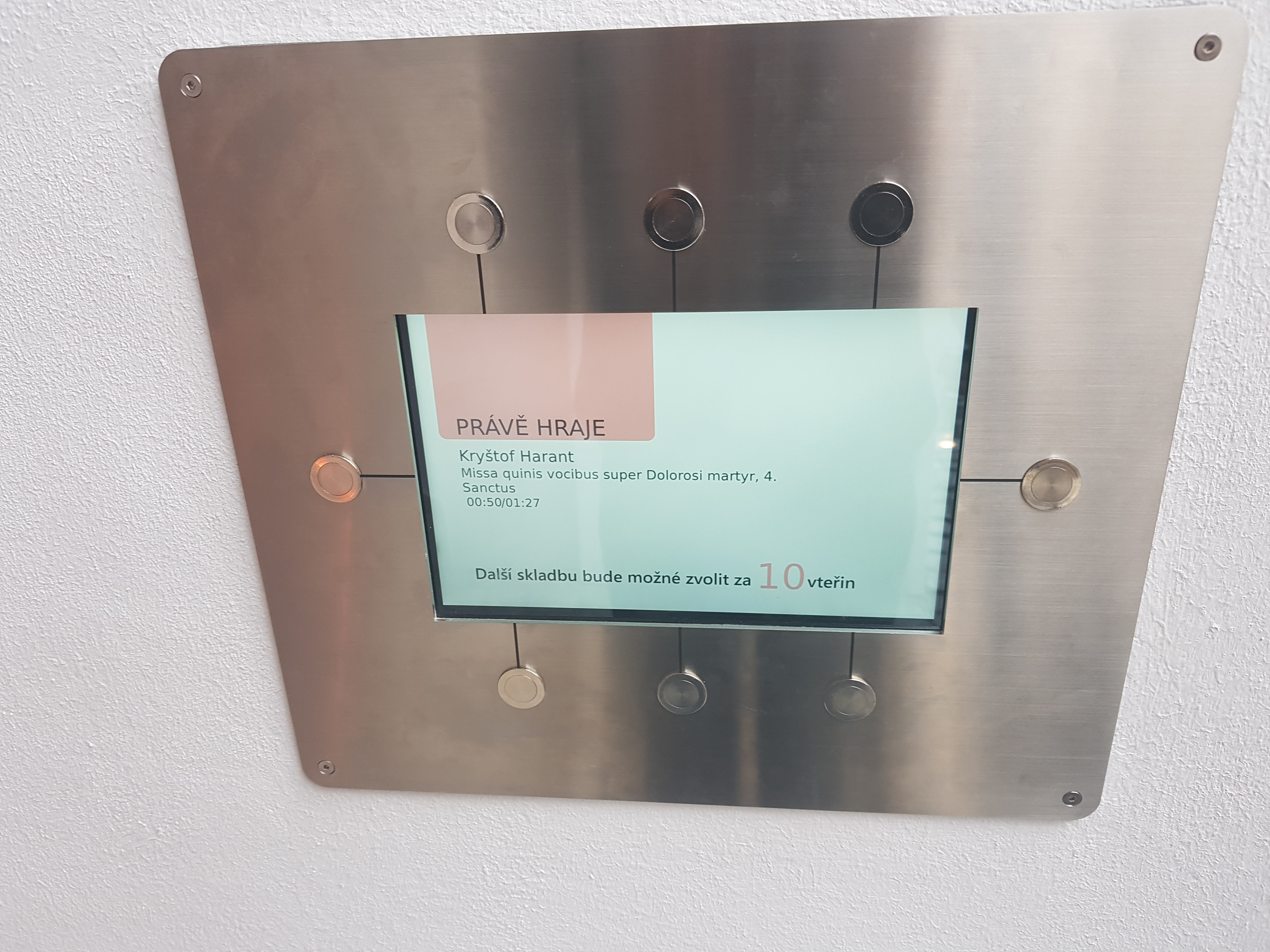
Ovládací panel hudebního ozvučení
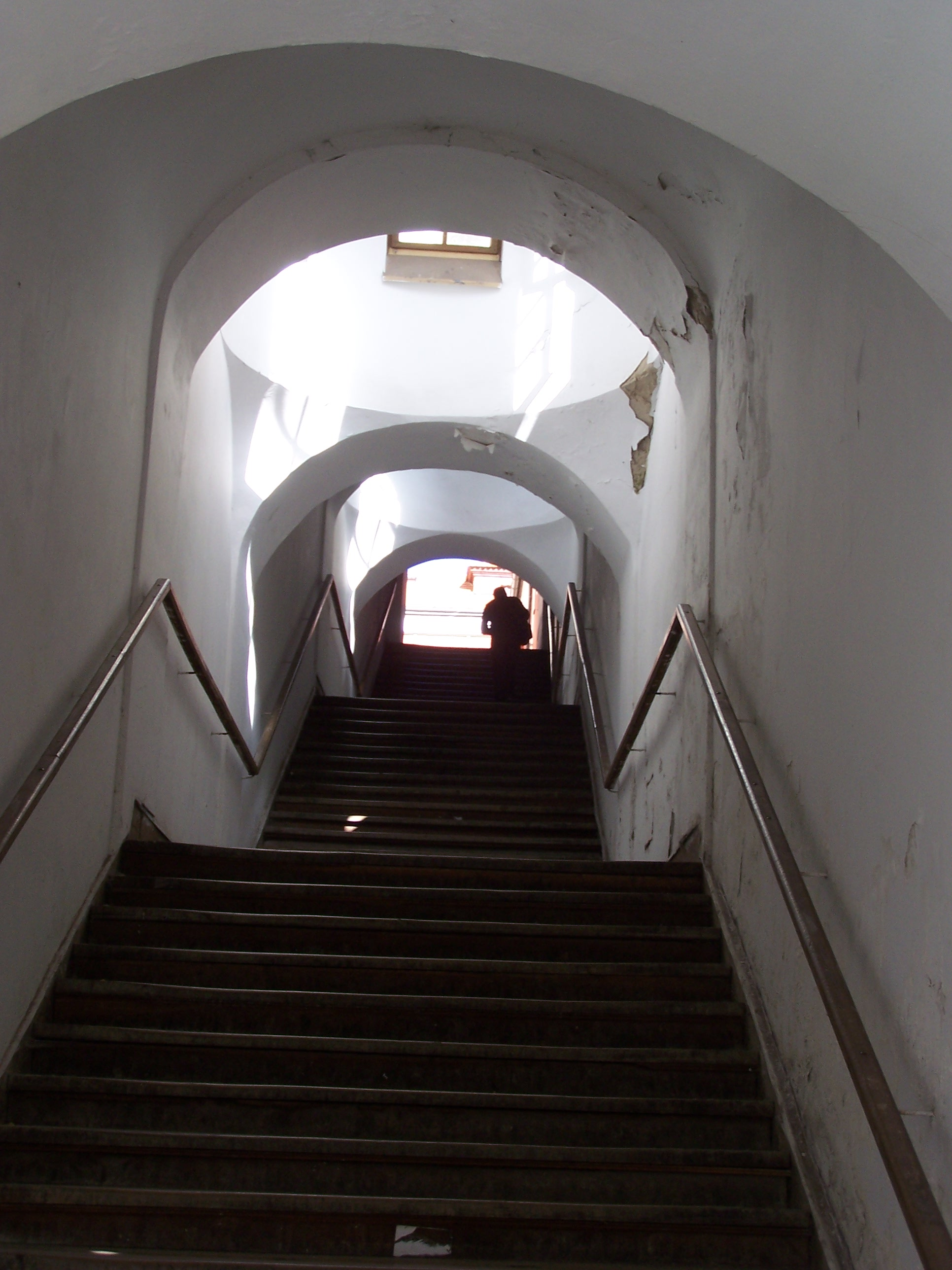
Interiér schodiště před rekonstrukcí
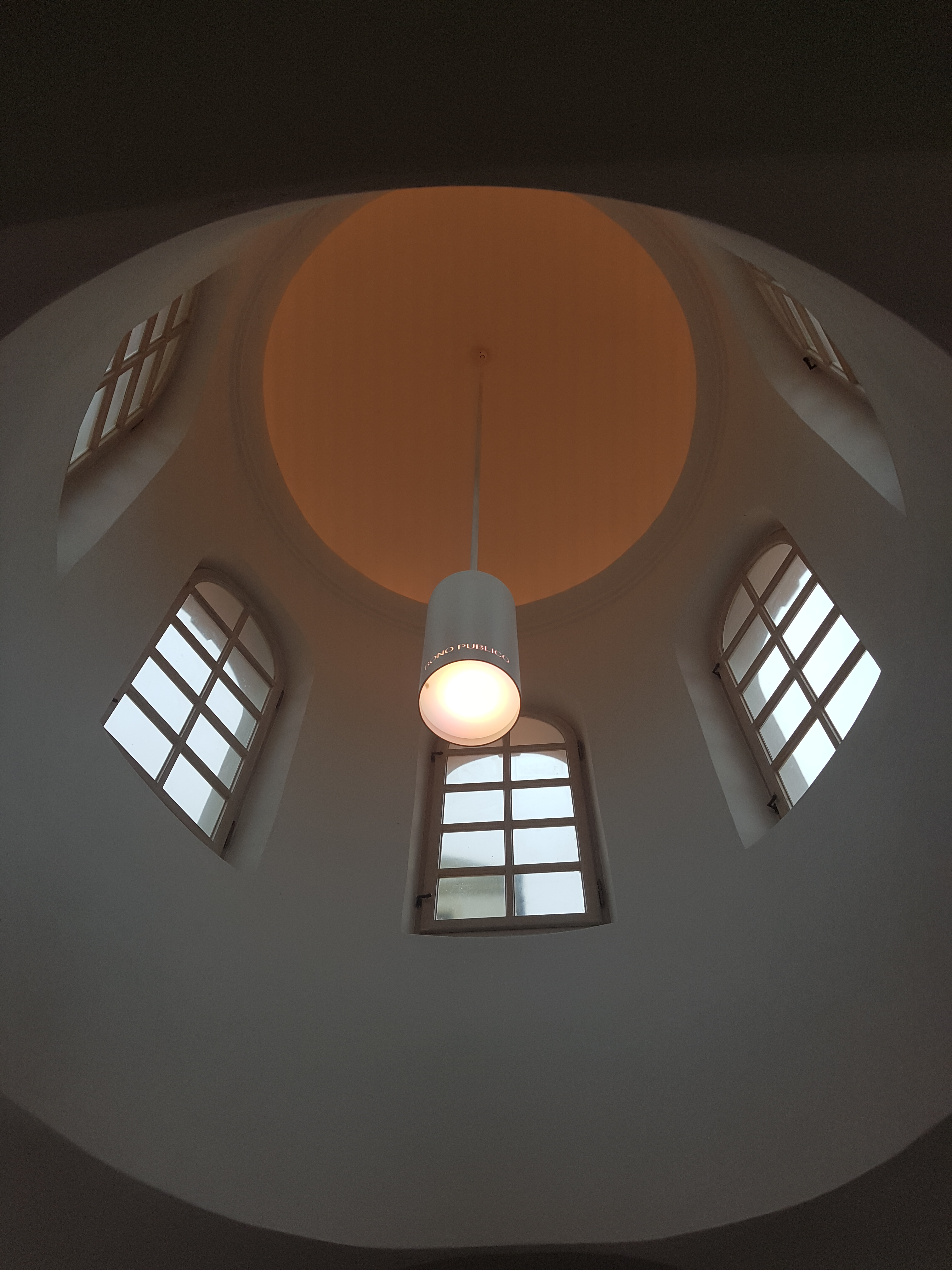
Kupole po rekonstrukci
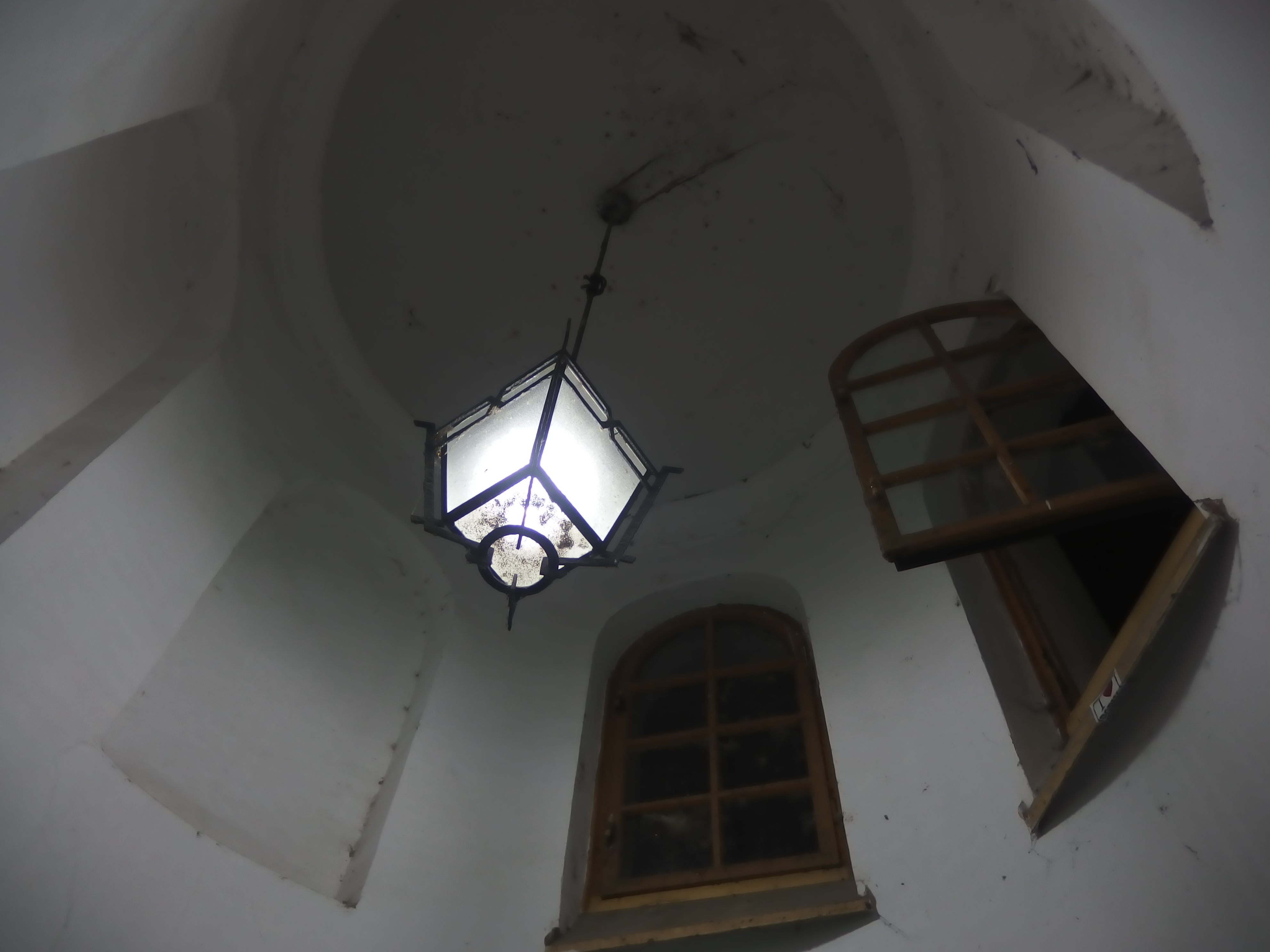
Kupole před rekonstrukcí